# Laurêncio (homem experiente)
Laurêncio (em latim: Laurentius) foi um oficial gótico de origem romana do século VI, ativo sob o rei Vitige (r. 536–540). Experiente e confiável servente público, foi enviado entre setembro de 537 e agosto de 538 pelo prefeito pretoriano da Itália Cassiodoro para Hístria para comprar vinho, azeite e trigo durante a primeira indicção.